# ジュリー・ロンドン
ジュリー・ロンドン（Julie London、1926年9月26日 - 2000年10月18日）は、アメリカ合衆国の女優、歌手。本名、ゲイル・ペック（Gayle Peck）。身長157cm。

## 来歴・人物
1926年9月26日、アメリカ合衆国カリフォルニア州サンタローザに生まれる。両親はヴォードヴィルの歌と踊りのチームでラジオ番組を持っていた。幼い頃のジュリーもその番組に出演しており、3歳の時にはマレーネ・ディートリヒのヒット曲「フォーリング・イン・ラヴ・アゲイン」を披露している。
1941年、ロサンゼルスに移住するとともに、15歳でエレベーターガールとして就職する。まもなく、俳優のエージェントをしていたスー・キャロル（故アラン・ラッド夫人）にその美貌を評価され、芸能界にスカウトされる。
1944年、『ジャングルの妖女』で映画女優としてデビュー。『赤い家』『愛と血の大地』『機動部隊』などの映画にワーナーニューフェイスとして出演したが、女優としては幸運に恵まれない下積み時代を過ごした。　
1947年に役者のジャック・ウェッブ（Jack Webb）と結婚し、徐々に主婦業に集中する。二人の娘を出産。
1953年に離婚。ボビー・トゥループ（Bobby Troup）の勧めで芸能界へ復帰。歌手に転向し、ナイトクラブで歌うようになる。ジャズピアニストで「ルート66（Route 66）」の作曲家としても有名なトゥループの指導を受け、本格的なジャズシンガーとしてのキャリアをスタートさせた。
1955年、ファーストアルバム『Julie Is Her Name（邦題：彼女の名はジュリー）』を録音。同アルバム内からシングル・カットされた『クライ・ミー・ア・リバー（Cry Me a River）』がヒットして一躍人気歌手となり、同時に映画活動も再開。『女はそれを我慢できない』『西部の人』などに出演するなど、一躍スターとなる。歌手としては主にスタンダード・ナンバーを数多く歌い、レコードを発表している。また、『You'd Be So Nice To Come Home To（帰ってくれれば嬉しいわ）』は、日本ではヘレン・メリル版がよく知られているが、アメリカではジュリー・ロンドン版もヒットした。
1959年12月31日、トゥループと結婚し、トゥループのプロデュースでアルバムもリリースした。
1964年にはボビー・トゥループ楽団とともに来日も果たし、都内赤坂のナイトクラブ「ニュー・ラテン・クオーター」に連日出演した。特に5月25日の演奏は実況録音され、後年「ジュリー・ロンドン・ライヴ・アット・ニュー・ラテン・クオーター」としてCD化されている。
また5月28日にはTBS（東京放送）のスタジオに招かれて演奏を披露し、特別番組『The Julie London Show』（TBS）として録画されている。
その後はテレビドラマ『エマージェンシー!』などでテレビや映画に出演しているものの、歌手としての一線は退いている。
1995年に脳卒中で倒れてから体調を崩すようになる。
2000年10月18日、カリフォルニア州エンシノにある病院で、心臓病のため74歳で死去。アメリカ、イギリス、日本の各報道機関がジュリーの死を報じた。ジュリーがかなりのアルコール好きだったことが死因に関係しているとされる。
人気の理由として、その美貌と共にハスキーボイスが挙げられる。ジュリーの声は「スモーキー・ヴォイス」とも呼ばれていた。
ハリウッド・ウォーク・オブ・フェームの「7000 Hollywood Blvd.」（レコード分野）には、ジュリーの星がある。

## 女優活動

### 映画
- ジャングルの妖女（1944年）
- 赤い家（1947年）
- 愛と血の大地（1948年）
- 機動部隊（1949年）
- 帰って来た男（1950年）
- 女はそれを我慢できない（1957年）
- 西部の旅がらす（1958年）
- 西部の人（1958年） - ゲイリー・クーパーと共演
- ギャング紳士録（1967年）
- 0011ナポレオン・ソロ スラッシュの要塞（1967年）

### テレビドラマ
- エマージェンシー!（1972年 - 1977年） - ディキシー・マッコール婦長 役

## 音楽活動

### 代表曲
- バット・ノット・フォー・ミー
- クライ・ミー・ア・リヴァー
- フライ・ミー・トゥー・ザ・ムーン
- シャレード
- この世の果てまで
- いるかに乗った少年

1957年のソフィア・ローレン、アラン・ラッド主演の映画『島の女』（原題：『Boy on a Dolphin』）主題歌。ジュリーは歌のみで出演はしていない。
- ユード・ビー・ソー・ナイス・トゥ・カム・ホーム・トゥ
- アイ・リメンバー・ユー
- あなたはしっかり私のもの
- 酒とバラの日々
- 夏の日の恋

### アルバム
アルバムはいずれもリバティ・レコードから発売。
- 彼女の名はジュリー
- ロンリー・ガール
- カレンダー・ガール
- アバウト・ザ・ブルース
- メイク・ラヴ・トゥー・ミー
- ジュリー
- 彼女の名はジュリー vol.2
- ロンドン・バイ・ナイト
- スイング・ミー・アン・オールド・ソング
- ユア・ナンバー・プリーズ
- ジュリー・アット・ホーム
- アラウンド・ミッドナイト
- センド・フォー・ミー
- ホワットエヴァー・ジュリー・ウォンツ
- ソフィスティケイテッド・レディ
- ラヴ・レターズ
- ラヴ・オン・ザ・ロックス
- ラテン・イン・ア・サテン・ムード
- この世の果てまで（ジ・エンド・オブ・ザ・ワールド）
- ザ・ワンダフル・ワールド・オブ・ジュリー・ロンドン
- ユー・ドント・ハヴ・トゥー・ビー・ア・ベイビー・トゥー・クライ
- イン・パーソン・アット・ジ・アメリカーナ
- アワ・フェア・レディ
- フィーリング・グッド
- オール・スルー・ザ・ナイト
- フォー・ザ・ナイト・ピープル
- ナイス・ガールズ・ドント・ステイ・フォー・ブレックファスト
- ウィズ・ボディ・アンド・ソウル
- イージー・ダズ・イット
- ヤミー・ヤミー・ヤミー

### 編集盤
- ジュリー・ロンドン・シングル・コレクション vol.1
- ジュリー・ロンドン・シングル・コレクション vol.2

2010年発売の「ジュリー・ロンドン・オリジナル紙ジャケ・コレクション・シリーズ」のキャンペーンで応募者に配布された特典CD。アルバム未収録のシングル・EPの曲が収録されている。各CDの解説書に付属の応募券10枚で、上記2枚の内1枚が応募者にプレゼントされた。

### 特別番組『The Julie London Show』
初来日の1964年5月28日にTBSで収録された特別番組で、ボビートゥループ楽団とともに下記楽曲を披露した。
1. Lonesome Road
2. Bye Bye Blackbird
3. Daddy
4. My Baby Just Cares For Me
5. Fly Me To The Moon
6. Send For Me
7. Come Rain Or Come Shine
8. I Left My Heart In San Francisco
9. Route 66（ボビー・トゥループによる歌唱）
10. Sweet Georgia Brown（ボビー・トゥループによる歌唱）
11. Tenderly
12. My Funny Valentine 〜 Misty
13. Deed I Do
14. Let There Be Love
15. You'D Be So Nice To Come Home To
16. Kansas City
17. Cry Me A River

ボビー・トゥループは『Route 66』を歌った後、一礼してから日本語で「みなさん、こんばんは。ボビー･トゥループです。日本に来て、大変うれしいです。どうぞ、よろしく」と挨拶した。
映像は1987年に東芝EMIよりレーザーディスクとVHSで販売された。